# Hakjang-dong
Hakjang-dong (koreanska: 학장동) är en stadsdel i staden Busan i den sydöstra delen av Sydkorea, 300 km sydost om huvudstaden Seoul. Den ligger i stadsdistriktet Sasang-gu.